# Verdammt sind sie alle
Verdammt sind sie alle ist ein US-amerikanischer Liebesfilm aus dem Jahre 1958 nach dem Roman Die Entwurzelten (Original: Some Came Running) von James Jones.

## Handlung
Dave Hirsh, ein gerade aus der Army entlassener Soldat und erfolgloser Schriftsteller, kommt mit dem Bus in seine Heimatstadt Parkman, die er vor 16 Jahren verlassen hat. Er kommt aus Chicago, wo ihn seine Freunde betrunken in den Bus gesetzt hatten. Mit demselben Bus kommt auch Ginny Moorehead an, eine ungebildete und naive junge Frau, die in Chicago ihren Freund verlassen hat, um Dave in seine Heimatstadt zu folgen.
Daves Bruder Frank ist in Parkman ein angesehener und wohlhabender Geschäftsmann, der sein Juweliergeschäft vom Vater seiner Ehefrau Agnes geerbt hat. Frank leidet unter dem schlechten Ruf seines Bruders und versucht, Dave auf den rechten Pfad zu lenken. Er macht ihn mit Professor French und dessen Tochter Gwen bekannt, in die sich Dave auch gleich verliebt.
Dave wohnt bei seinem neuen Freund, dem professionellen Kartenspieler Bama Dillert. Teilweise zieht er mit Bama, dessen Freundin Rosalie und Ginny um die Häuser, teilweise versucht er, seriös zu werden und wieder mit der Schriftstellerei anzufangen, um die kühle Lehrerin Gwen für sich zu gewinnen.
Trotz einiger Schwankungen bleibt Gwen aber auf Distanz, und Dave heiratet Ginny, als er erkennt, dass diese zwar sozial und intellektuell nicht sein Niveau hat, ihn aber auf rührende Weise bedingungslos liebt.
Raymond Lanchak, Ginnys eifersüchtiger Ex-Freund aus Chicago, versucht, Dave zu erschießen, tötet dabei aber Ginny, die sich schützend vor Dave stellt.

## Kritik
„Ein düsteres Verlierer-Porträt nach einem Roman von James Jones; sorgfältig in Inszenierung und Charakterzeichnung, geprägt von einer rat- und hoffnungslosen Gesellschaftskritik sowie von bitterer Anteilnahme.“

## Auszeichnung
Jimmy Van Heusen und Sammy Cahn erhielten für das im Film von Frank Sinatra vorgestellte Lied To Love and Be Loved 1959 eine Oscar-Nominierung in der Kategorie Bester Song. Des Weiteren nominiert wurden Shirley MacLaine (Beste Hauptdarstellerin), Martha Hyer (Beste Nebendarstellerin), Arthur Kennedy (Bester Nebendarsteller) und Walter Plunkett
(Bestes Kostümdesign).